# Sędziowie w Polsce
Sędziów w Polsce powołuje od 1989 Prezydent RP na wniosek Krajowej Rady Sądownictwa.
W Polsce pozycję ustrojową sędziów, ich prawa i obowiązki, zasady powoływania i odwoływania na stanowiska oraz wynagradzania regulują:
- Konstytucja Rzeczypospolitej Polskiej,
- Ustawa z dnia 8 grudnia 2017 r. o Sądzie Najwyższym (Dz.U. z 2024 r. poz. 622),
- Ustawa z dnia 27 lipca 2001 r. – Prawo o ustroju sądów powszechnych (Dz.U. z 2023 r. poz. 217),
- Ustawa z dnia 25 lipca 2002 r. – Prawo o ustroju sądów administracyjnych (Dz.U. z 2024 r. poz. 1267),
- Ustawa z dnia 21 sierpnia 1997 r. – Prawo o ustroju sądów wojskowych (Dz.U. z 2022 r. poz. 2250),
- Ustawa z dnia 30 listopada 2016 r. o statusie sędziów Trybunału Konstytucyjnego (Dz.U. z 2018 r. poz. 1422),
- Ustawa z dnia 26 marca 1982 r. o Trybunale Stanu (Dz.U. z 2022 r. poz. 762).

Do podstawowych ustrojowych zasad związanych z tym zawodem należą, we wszystkich rodzajach sądownictwa:
- niezawisłość,
- nieusuwalność,
- niedopuszczalność przeniesienia na inne miejsce służbowe bez zgody sędziego (z wyjątkami),
- immunitet formalno-materialny.

Atrybuty te nie dotyczą w pełnym zakresie sędziów Trybunału Konstytucyjnego, którzy wybierani są przez Sejm na kadencje (nie pełnią służby bezterminowo) oraz w niewielkim zakresie dotyczą członków Trybunału Stanu, którzy pełnią te funkcje niezawodowo, jako że Trybunał Stanu orzeka tylko w przypadku potrzeby zwołania go i członkami, wybieranymi również na kadencje, są między innymi prawnicy wykonujący inne zawody.
Istotną zmianę w statusie prawnym sędziów wprowadziła tzw. ustawa dyscyplinująca, czyli ustawa z dnia 20 grudnia 2019 r. o zmianie ustawy – Prawo o ustroju sądów powszechnych, ustawy o Sądzie Najwyższym oraz niektórych innych ustaw.

## Sędziowie sądów powszechnych
Na stanowisko sędziego sądu rejonowego może być powołany ten, kto:
1. posiada wyłącznie obywatelstwo polskie i korzysta z pełni praw cywilnych i publicznych, a także nie był prawomocnie skazany za umyślne przestępstwo ścigane z oskarżenia publicznego lub umyślne przestępstwo skarbowe;
2. jest nieskazitelnego charakteru;
3. ukończył wyższe studia prawnicze w Rzeczypospolitej Polskiej i uzyskał tytuł zawodowy magistra lub zagraniczne studia prawnicze uznane w Rzeczypospolitej Polskiej;
4. jest zdolny, ze względu na stan zdrowia, do pełnienia obowiązków sędziego;
5. ukończył 29 lat;
6. złożył egzamin sędziowski lub prokuratorski;
7. zajmując stanowisko asesora sądowego, pełnił obowiązki sędziego co najmniej przez trzy lata.

Wymogi co do złożenia egzaminu bądź ukończenia aplikacji sędziowskiej w Krajowej Szkole Sądownictwa i Prokuratury lub pracy w charakterze asesora prokuratorskiego – co najmniej przez trzy lata przed wystąpieniem o powołanie na stanowisko sędziego nie dotyczą osób, które przed powołaniem wykonywały przez odpowiedni okres niektóre inne zawody prawnicze (art. 61 § 2–5 ustawy – Prawo o ustroju sądów powszechnych).
Odpowiednio wyższe wymagania co do wspomnianych okresów przepracowanych na innych stanowiskach, jak i co do granicy wieku, obowiązują kandydatów na sędziów sądów okręgowych i apelacyjnych.
Czas pracy sędziego jest nienormowany – określony jest wymiarem jego zadań.

### Uprawnienia socjalne sędziego
Jest to jedyna grupa zawodowa, która w Konstytucji zagwarantowane ma uposażenie i warunki pracy odpowiadające godności urzędu.
Zgodnie z przepisami art. 69 Prawa o ustroju sądów powszechnych sędzia przechodzi w stan spoczynku z dniem ukończenia 65. roku życia, chyba że nie później niż na sześć miesięcy przed ukończeniem 65. roku życia oświadczy Ministrowi Sprawiedliwości wolę dalszego zajmowania stanowiska. Ponadto sędzia może przejść na swój wniosek w stan spoczynku, po ukończeniu 55 lat przez kobietę, jeżeli przepracowała na stanowisku sędziego lub prokuratora nie mniej niż 25 lat, a 60 lat przez mężczyznę, jeżeli przepracował na stanowisku sędziego lub prokuratora nie mniej niż 30 lat.
Sędzia może być, na mocy decyzji Krajowej Rady Sądownictwa, przeniesiony wcześniej w stan spoczynku, jeżeli z powodu choroby lub utraty sił uznany został przez lekarza orzecznika Zakładu Ubezpieczeń Społecznych za trwale niezdolnego do pełnienia obowiązków sędziego albo jeżeli z powodu choroby lub płatnego urlopu dla poratowania zdrowia nie pełnił służby przez okres roku.

### Odpowiedzialność dyscyplinarna
Za przewinienia służbowe, w tym za oczywistą i rażącą obrazę przepisów prawnych i uchybienia godności urzędu, sędzia odpowiada dyscyplinarnie.
Karami dyscyplinarnymi są:
- upomnienie,
- nagana,
- obniżenie wynagrodzenia zasadniczego o 5–50% na okres od sześciu miesięcy do dwóch lat,
- usunięcie z zajmowanej funkcji,
- przeniesienie na inne miejsce służbowe,
- złożenie sędziego z urzędu.

Od 2007 do maja 2012 sądy dyscyplinarne pierwszej instancji wydały wyroki w 388 sprawach wydalając z zawodu 15 sędziów, 21 przeniesiono, 8 usunięto z zajmowanych funkcji, 68 otrzymało naganę, 94 upomnienie.
Do orzekania w sprawach dyscyplinarnych sędziów sądów powszechnych są powołane sądy dyscyplinarne działające przy sądach apelacyjnych i Sąd Najwyższy Izba Dyscyplinarna działające jako sądy dyscyplinarne. W sprawach dyscyplinarnych sędziów sądów administracyjnych, w tym sędziów Naczelnego Sądu Administracyjnego, powołany jest Naczelny Sąd Administracyjny, który działa zarówno jako sąd pierwszej, jak i drugiej instancji. W sprawach sędziów sądów wojskowych orzekają jako sądy dyscyplinarne wojskowe sądy okręgowe i Sąd Najwyższy Izba Dyscyplinarna.
W sprawach dyscyplinarnych sędziów Sądu Najwyższego orzeka w obu instancjach Sąd Najwyższy Izba Dyscyplinarna, zaś w sprawach sędziów Trybunału Konstytucyjnego – ten Trybunał w obu instancjach.